# Unteres Schloss Arnstorf

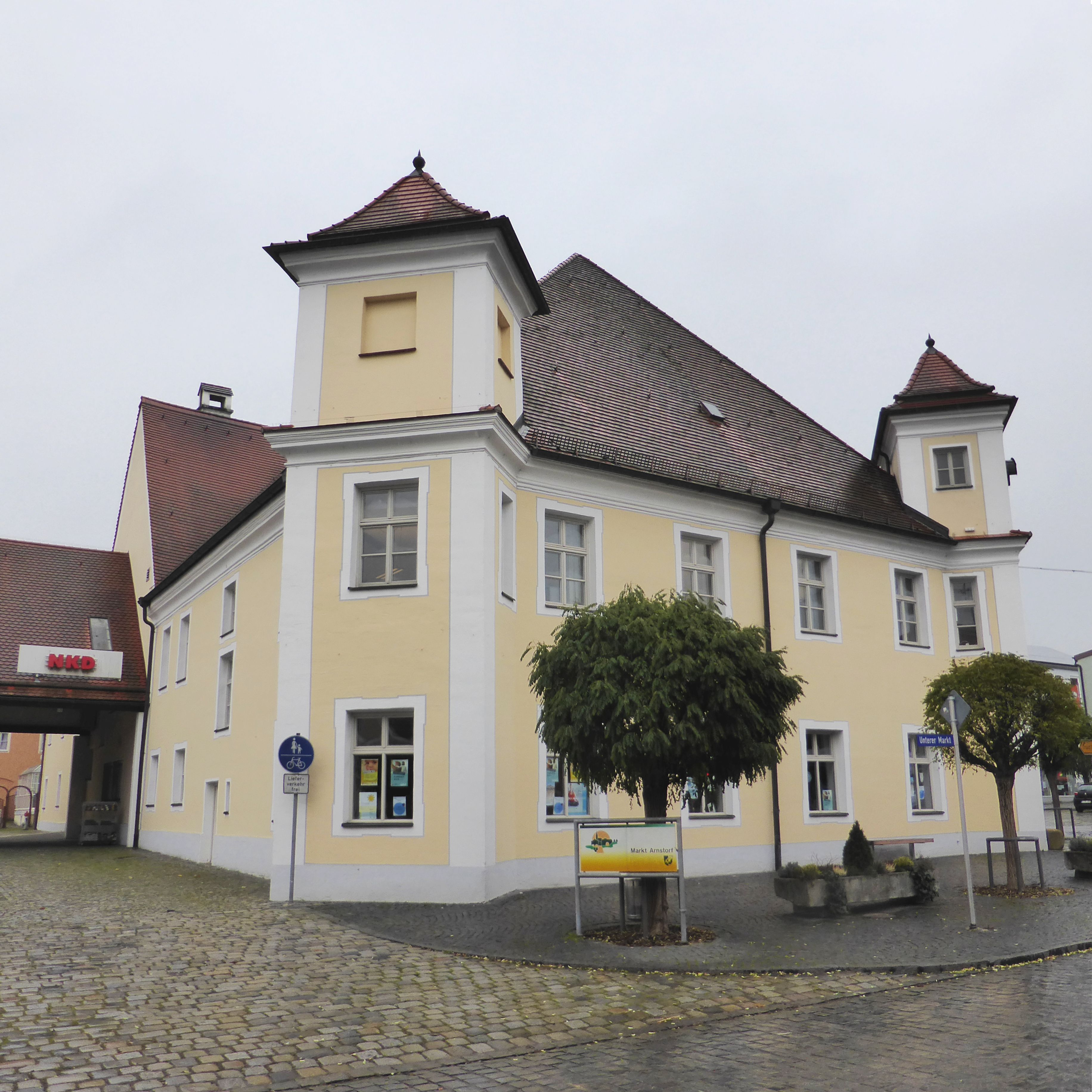
Unteres Schloss Arnstorf heute

Das Untere Schloss Arnstorf befindet sich im niederbayerischen Markt Arnstorf im Landkreis Rottal-Inn, Bayern, am Nordende des Marktplatzes (Marktplatz 1). Es steht unter Denkmalschutz (Aktennummer D-2-77-111-15) und ist als Bodendenkmal (Aktennummer D-2-7442-0128) eingetragen. Es umfasst untertägige frühneuzeitliche Befunde und Funde.

## Geschichte
Die Geschichte des Unteren Schlosses ist eng mit der Adelsfamilie von Closen verbunden. Nachdem die Reichsfreiherren von Closen Anfang des 17. Jahrhunderts eine Teilung ihrer Herrschaft vereinbart hatten, erbaute der jüngere Zweig der Familie das Untere Schloss direkt am Marktplatz. Es entstand ein markantes Gebäude mit einem auffälligen Giebel, schräg vorgestellten Ecktürmen und einem kunstvollen Portal, über dem sich eine Madonnennische befindet.
In den Aufzeichnungen des Landgerichts Eggenfelden werden die „Closen zu Gern“ und die „Closen zu Arnstorf“ stets klar voneinander unterschieden. 1642 wird Christoph Heinrich Freiherr von Closen zu Arnstorf als Besitzer des Unteren Schlosses erwähnt. Er war Inhaber der Hofmarken Arnstorf und Jägerndorf sowie des Sitzes Hainberg. Die Aufteilung in ein Oberes und ein Unteres Schloss war spätestens zu diesem Zeitpunkt vollzogen.
Die Hofmark Arnstorf blieb im Besitz der Closens, jedoch kam es häufig zu Konflikten mit den umliegenden Gerichten Eggenfelden, Reichenberg und Landau. Diese betrafen insbesondere die Zuständigkeit bei der Verfolgung von Straftätern, wie etwa der Extradierung von Malefikanten.
Im 19. Jahrhundert wurde ein Patrimonialgericht II. Klasse für die Gräfin Königsfeld eingerichtet. Nach ihrem Tod im Jahr 1847 ging das Gericht an ihren Schwiegersohn, Graf Deym, über. Mit der Auflösung des Patrimonialgerichts im Jahr 1848 verlor das Untere Schloss seine gerichtliche Funktion. Heute wird das Schloss vorwiegend als Kulturzentrum des Marktes Arnstorf genutzt.

## Architektur

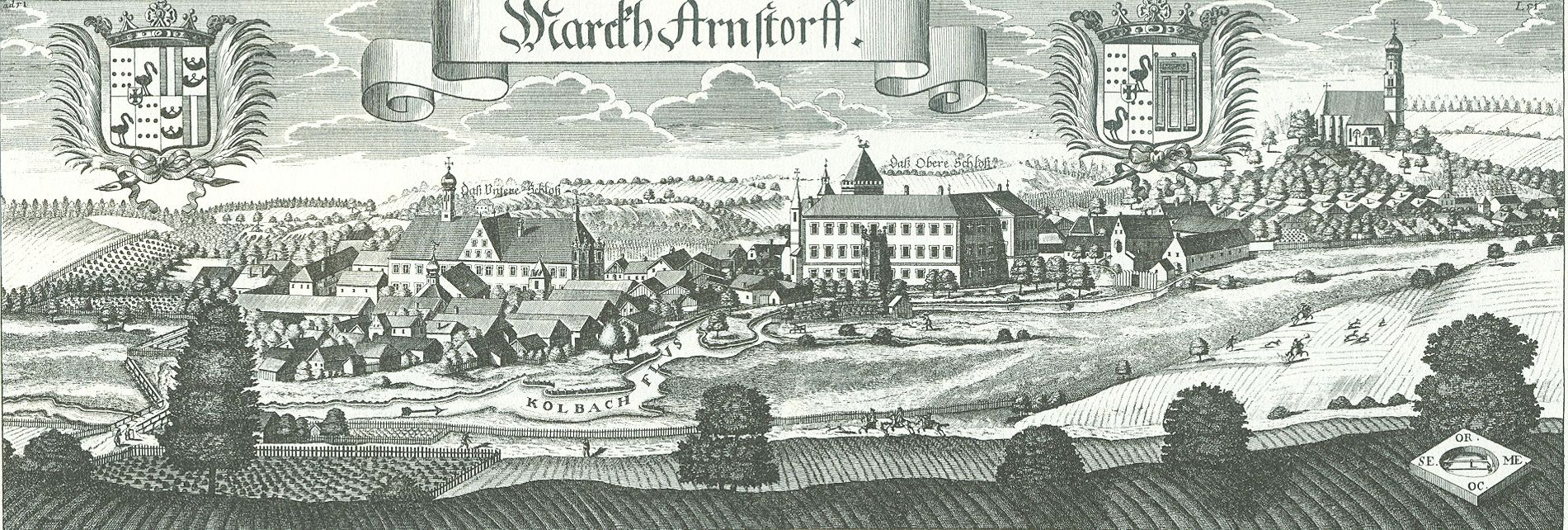
Markt Arnstorf nach einem Stich von Michael Wening mit dem Oberen und dem Unteren Schloss Arnstorf

Das Untere Schloss wurde spätestens bis 1721 vollständig errichtet, wie ein Stich von Michael Wening zeigt. Es handelt sich um einen zweigeschossigen Bau, der durch folgende Merkmale gekennzeichnet ist:
- Schräg vorgestellte Ecktürme, die mit Zeltdächern abgeschlossen sind.
- Ein hohes Giebeldach prägt die Traufseite.
- Im Erdgeschoss befinden sich arkadenartige Bogengänge.

Das renovierte Gebäude ist im Besitz des Marktes Arnstorf und beherbergt öffentliche Einrichtungen sowie Geschäftsräume. Heute wird das Schloss vorwiegend als Kulturzentrum des Marktes Arnstorf genutzt.